# Reghaïa
Reghaïa är en ort i Algeriet.   Den ligger i provinsen Alger, i den norra delen av landet, 27 km öster om huvudstaden Alger. Reghaïa ligger 14 meter över havet och antalet invånare är 54 962.
Terrängen runt Reghaïa är huvudsakligen platt, men åt sydost är den kuperad.Runt Reghaïa är det tätbefolkat, med 331 invånare per kvadratkilometer. Närmaste större samhälle är Boumerdès, 12,6 km öster om Reghaïa. Trakten runt Reghaïa består till största delen av jordbruksmark.